# Université Vanderbilt
L’université Vanderbilt (en anglais : Vanderbilt University) est une université privée américaine, située à Nashville dans le Tennessee. En 2008, elle est classée comme la 14e meilleure université des États-Unis. Fondée en 1873 grâce à la dotation d'un million de dollars du magnat du chemin de fer et du transport maritime Cornelius Vanderbilt, l’université Vanderbilt accueille actuellement environ 11 800 étudiants. L'université a été créée avec le but de guérir les blessures entre le Nord et Sud après la Guerre Civile. Durant le XXe siècle, l'université s'est considérablement agrandie et a cultivé une réputation pour la recherche, comme avec le développement des vaccins après la Première Guerre mondiale. Les élèves aussi ont fait de nombreuses contributions au Mouvement des droits civiques pendant les années cinquante et soixante.

## Historique

### Fondation
Dans les années précédant la guerre civile américaine de 1861-1865, l'Église épiscopale méthodiste du Sud avait envisagé la création d'une université régionale pour la formation des ministres dans un lieu central pour ses congrégations. À la suite des pressions exercées par l'évêque de Nashville, Holland Nimmons McTyeire, les dirigeants de l'Église votent la création de « l'université centrale de l'Église épiscopale méthodiste du Sud » à Nashville en 1872,. Cependant, le manque de fonds et l'état ravagé du Sud à l'époque de la Reconstruction retardent l'ouverture de l'université.
L'année suivante, McTyeire séjourne à la résidence new-yorkaise de Cornelius Vanderbilt, dont la seconde épouse est Frank Armstrong Crawford Vanderbilt (1839-1885), cousin de l'épouse de McTyeire, Amelia Townsend McTyeire (1827-1891) ; les deux femmes sont originaires de Mobile, en Alabama,,. Cornelius Vanderbilt, l'homme le plus riche des États-Unis à l'époque, avait prévu de créer une université à Staten Island, dans l'État de New York, en l'honneur de sa mère, mais McTyeire l'a convaincu de faire don de 500 000 dollars pour doter l'université centrale afin de « contribuer à renforcer les liens qui devraient exister entre toutes les sections de notre pays commun »,
La dotation est finalement portée à 1 million de dollars (approximativement 23 millions de dollars en 2021) et, bien que Vanderbilt n'ait jamais exprimé le souhait que l'université porte son nom, McTyeire et ses collègues administrateurs rebaptisent l'école en son honneur au printemps 1873,. Ils acquièrent un terrain ayant appartenu au sénateur texan John Boyd et hérité de sa petite-fille et de son mari, le député confédéré Henry S. Foote, qui avait construit Old Central, une maison toujours présente sur le campus.
Le premier bâtiment, le Main Building, connu plus tard sous le nom de Kirkland Hall, est conçu par William Crawford Smith, un vétéran confédéré qui a également conçu le Parthénon ; sa construction débute en 1874. À l'automne 1875, approximativement 200 étudiants s'inscrivent à Vanderbilt et, en octobre, l'université est inaugurée. L'évêque McTyeire est nommé président du conseil d'administration à vie par Vanderbilt en vertu de sa dotation et nomme Landon Garland (1810-1895), son mentor du Randolph-Macon College en Virginie et alors recteur de l'université du Mississippi, au poste de chancelier. En tant que chancelier, il définit la structure de l'école et recrute les enseignants, dont beaucoup sont des universitaires renommés dans leurs domaines respectifs, mais la plupart d'entre eux quittent l'école à la suite de différends avec l'évêque McTyeire, notamment en ce qui concerne les salaires. Lorsque le premier chapitre de la fraternité, Phi Delta Theta, est créé sur le campus en 1876, il est fermé par la faculté, avant d'être rétabli en tant que société secrète en 1877. Entre-temps, Old Gym, conçu par Peter J. Williamson, est construit en 1879-1880. En 1883, le Board of Trust adopte une résolution autorisant les fraternités sur le campus, et d'autres chapitres sont créés en 1884.

### Période de l'esclavagisme
Nombre des premiers dirigeants de l'université avaient des liens étroits avec l'esclavage et la Confédération avant la guerre de Sécession. Frank Vanderbilt était « un sympathisant confédéré » pendant la guerre de Sécession; McTyeire est né dans une famille d'esclavagistes et a écrit un essai en faveur de l'esclavage ; Garland possédait « jusqu'à 60 esclaves » avant la guerre de Sécession ; et l'un des administrateurs fondateurs, Hezekiah William Foote, était un ancien combattant confédéré et une personnalité de l'époque.
L'un des administrateurs fondateurs, Hezekiah William Foote, était un vétéran confédéré et le propriétaire de quatre plantations dans le Mississippi, dont Mount Holly. Le trésorier du Board of Trust de 1872 à 1875, Alexander Little Page Green, dont le portrait est accroché dans le Kirkland Hall, était un prédicateur méthodiste et un ancien propriétaire d'esclaves. Son gendre, Robert A. Young, pasteur méthodiste, est secrétaire financier du Board of Trust de 1874 à 1882 et prend sa retraite en 1902. La famille Elliston, qui possède des esclaves, fait don d'une partie de sa plantation de Burlington, dans l'un des premiers agrandissements du campus.

### Divorce avec l'Église méthodiste
Pendant les 40 premières années, le Board of Trust, et donc l'université, était sous le contrôle de la Conférence générale (l'organe directeur) de l'Église épiscopale méthodiste du Sud. Des tensions sont apparues entre l'administration de l'université et la Conférence au sujet de l'avenir de l'école, en particulier sur les méthodes de sélection des membres du Board of Trust de Vanderbilt et sur la mesure dans laquelle des non-méthodistes pouvaient enseigner à l'école.
Les conflits s'aggravent après la nomination de James H. Kirkland au poste de chancelier en 1893, puis les congrégations de l'Église méthodiste du Sud ne réunissent que 50 000 dollars dans le cadre d'une campagne visant à collecter 300 000 dollars.
Après l'exposition du centenaire du Tennessee de 1897, une statue de Cornelius Vanderbilt, conçue par le sculpteur italien Giuseppe Moretti,, est déplacée du Parthénon vers le campus de Vanderbilt.
En 1905, Kirkland Hall brûle, avant d'être reconstruit peu après. Entre-temps, le Board of Trust vote la limitation de la représentation méthodiste à cinq évêques. L'ancien membre de la faculté et évêque Elijah Hoss dirige un groupe qui tente d'affirmer le contrôle méthodiste. En 1910, le Board refuse de nommer trois évêques méthodistes. L'Église méthodiste porte l'affaire devant les tribunaux et obtient gain de cause à l'échelon local. Le 21 mars 1914, la Cour suprême du Tennessee décide que le Commodore, et non l'Église méthodiste, est le fondateur de l'université et que le conseil d'administration peut donc nommer qui il veut. En 1914, la Conférence générale vote par 151 voix contre 140 la rupture de ses liens avec Vanderbilt ; elle vote également la création d'une nouvelle université, la Southern Methodist University, et l'agrandissement de l'Emory University,.
Le colonel Edmund William Cole, trésorier du Board of Trust, était un ancien combattant confédéré et un dirigeant d'entreprise ferroviaire,. Il est l'auteur de la conférence annuelle Cole ; son buste en marbre et le portrait de sa femme sont exposés dans Kirkland Hall,.Son fils, Whitefoord Russell Cole, président du Board of Trust de 1915 à 1934, défendit la décision du chancelier Kirkland de se séparer de l'Église méthodiste,. Son portrait est accroché dans Kirkland Hall, et il est l'auteur du nom de Cole Hall, achevé en 1949.

### De 1920 jusqu'à la seconde guerre mondiale
Dans les années 1920 et 1930, l'université Vanderbilt accueille deux groupes de chercheurs qui se recoupent partiellement et qui ont un impact important sur la pensée et les lettres américaines : les Fugitifs et les Agrariens, tandis que Frank C. Rand, président puis président de l'International Shoe Company, fait un don de 150 000 dollars à l'université en 1925 ; Rand Hall porte ensuite son nom.
En 1928, la construction de trois autres bâtiments est achevée : Garland Hall, nommé en l'honneur du chancelier Landon Garland ; Buttrick Hall, nommé en l'honneur de Wallace Buttrick du General Education Board ; et Calhoun Hall, nommé en l'honneur de William Henry Calhoun, orfèvre, grand maître des Odd Fellows et propriétaire d'esclaves.
En 1933, les United Daughters of the Confederacy font don de 50 000 dollars (environ 925 166 dollars de 2015) pour la construction du Confederate Memorial Hall, conçu par l'architecte Henry C. Hibbs, qui est achevé en 1935.
Dans les années 1930, Ernest William Goodpasture et ses collègues de l'École de médecine inventent des méthodes de culture de virus et de rickettsia dans des œufs de poule fécondés, ce qui permet de produire des vaccins contre la varicelle, la variole, la fièvre jaune, le typhus, la fièvre pourprée des montagnes Rocheuses et d'autres maladies causées par des agents qui ne se propagent que dans des cellules vivantes. Alfred Blalock, professeur de chirurgie et son assistant Vivien Thomas ont identifié une diminution du volume sanguin et une perte de liquide en dehors du lit vasculaire comme un facteur clé du choc traumatique et ont été les premiers à utiliser des fluides de remplacement pour le traiter. Ce traitement a permis de sauver d'innombrables vies pendant la Seconde Guerre mondiale, au cours de laquelle Vanderbilt a été l'un des 131 collèges et universités du pays à participer au programme de formation V-12 Navy College, qui offrait aux étudiants la possibilité d'être commissionnés par la marine.
Le biophysicien allemand Max Delbrück rejoint le département de physique en 1940 et rencontre l'année suivante le microbiologiste italien Salvador Luria, qui commence à visiter Vanderbilt. En 1942, ils publient un article sur la résistance bactérienne à l'infection virale par mutation aléatoire. L'expérience culminante de Luria-Delbrück, également appelée test de fluctuation, a démontré que la théorie de Darwin de la sélection naturelle agissant sur des mutations aléatoires s'applique aux bactéries ainsi qu'à des organismes plus complexes. Le prix Nobel de physiologie ou de médecine 1969 a été attribué aux deux scientifiques en partie pour ce travail.
Peu après la guerre, de 1945 à 1947, des chercheurs de l'université Vanderbilt ont mené une expérience financée par la Fondation Rockefeller consistant à administrer du fer radioactif à 800 femmes enceintes,, sans leur consentement,. Dans le cadre d'un procès, les femmes ont reçu 9,1 millions de dollars de l'université Vanderbilt et 900 000 dollars de la Fondation Rockefeller en 1998.

### Les années 50 et 60
Au début des années 1950, certaines des premières femmes ont obtenu leur diplôme d'ingénieur. Maryly Van Leer Peck, défenseur des droits de la femme, a été la première ingénieure chimiste diplômée en 1951, après n'avoir pas pu étudier ce domaine à Georgia Tech, dont son père était président,. En 1953, le chancelier Branscomb a orchestré l'admission du premier étudiant afro-américain à Vanderbilt, à l'école de théologie. En 1960, sous la pression intense du conseil d'administration de Vanderbilt, en particulier de James Geddes Stahlman, administrateur et rédacteur en chef influent du journal local, Branscomb a expulsé l'étudiant en théologie James Lawson. Lawson était un dirigeant du Congrès pour l'égalité raciale qui organisait des sit-in pour défier les lois ségrégationnistes de Nashville. Une douzaine de membres du corps enseignant ont démissionné en signe de protestation. Branscomb réexaminera plus tard sa décision, regrettant de ne pas avoir envisagé de la renvoyer à un comité pour retarder l'action de trois mois jusqu'à l'obtention du diplôme de Lawson. L'école est placée en probation pendant un an par l'Association américaine des écoles de théologie et le pouvoir des administrateurs est réduit. L'université reçoit le don de 5 millions de dollars de Stahlman en 1972-1973 et nomme une chaire en son honneur. En 2005, Lawson est réengagé en tant que professeur universitaire distingué pour l'année académique 2006-2007. Il a été nommé Distinguished Alumnus pour ses réalisations.
En mai 1962, le conseil d'administration approuve une recommandation du chancelier Branscomb visant à admettre les Afro-Américains dans toutes les écoles de l'université. Les premiers étudiants noirs entrent à l'école à l'automne 1964. L'université attire l'attention nationale en 1966 lorsqu'elle recrute Perry Wallace, le premier Afro-Américain à jouer au basket-ball universitaire dans la Southeastern Conference (SEC). Wallace, originaire de Nashville, a joué au basket-ball universitaire pour Vanderbilt de 1967 à 1970, et a fait face à une opposition considérable de la part des ségrégationnistes lorsqu'il a joué dans d'autres établissements de la SEC. En 2004, une campagne menée par les étudiants pour retirer le maillot de Wallace a finalement abouti.
En 1964, Vanderbilt a tenu son premier symposium IMPACT, qui est devenu depuis une tradition universitaire consistant à accueillir des conférenciers lors d'un symposium annuel de plusieurs jours pour discuter des événements actuels et des sujets de nature controversée, parmi lesquels Martin Luther King Jr, Allen Ginsberg, Stokely Carmichael, Strom Thurmond, Robert F. Kennedy, Margaret Thatcher, Madeleine Albright, Vicente Fox, Ehud Barak, et de nombreux présidents des États-Unis.

### De 1970 à nos jours
En mars 1978, Vanderbilt accueille l'équipe de tennis sud-africaine au Memorial Gymnasium pour la Coupe Davis. Le match est perturbé par des manifestants anti-apartheid qui scandent « Ne jouez pas avec l'apartheid », et un rédacteur du Tennessean est expulsé par la police.
En 1979, Vanderbilt acquiert le Peabody College, alors appelé « George Peabody College for Teachers », situé sur 53 acres adjacents à l'université, dont l'histoire remonte à l'Académie Davidson de 1785.
Au début des années 1980, l'université Vanderbilt a investi dans Corrections Corporation of America avant son introduction en bourse,, cofondée par Thomas W. Beasley, un ancien élève de la faculté de droit de Vanderbilt qui a reçu le Distinguished Alumnus Award,.
En 1989, l'université a commencé à offrir des bourses de la Posse Foundation à des groupes de jeunes leaders prometteurs issus de milieux urbains afin d'augmenter le nombre d'étudiants issus de la diversité. En 1995, 4,23 % des étudiants de premier cycle étaient afro-américains.
En 2001, l'université décide de remodeler l'expérience des étudiants de premier cycle en créant un système de collèges résidentiels universitaires. Depuis lors, Vanderbilt a construit de nouveaux bâtiments et rénové les structures existantes pour soutenir le système des collèges,.
En 2002, l'université a décidé de rebaptiser Confederate Memorial Hall, une résidence du campus de Peabody, en Memorial Hall, ce qui a attiré l'attention du pays, notamment en raison d'une action en justice intentée par la section du Tennessee des United Daughters of the Confederacy. La Cour de chancellerie du comté de Davidson a rejeté l'action en justice en 2003, mais la Cour d'appel du Tennessee a statué en mai 2005 que l'université devait payer des dommages-intérêts basés sur la valeur actuelle de la contribution des Filles unies de la Confédération si l'inscription portant le nom « Confederate Memorial Hall » était retirée du bâtiment ou modifiée. La décision de la cour d'appel a été critiquée par des juristes. Fin juillet 2005, l'université a annoncé que, bien qu'elle ait officiellement rebaptisé le bâtiment et que toutes les publications et bureaux de l'université le désigneront uniquement sous le nom de Memorial Hall, elle ne ferait pas appel de la décision, ne retirerait pas l'inscription et ne verserait pas de dommages-intérêts. En août 2016, l'université a accepté de retirer le mot « Confederate » du bâtiment après que des « donateurs anonymes » ont fait don de 1,2 million de dollars pour rembourser les United Daughters of the Confederacy.
En 2009, Vanderbilt a instauré une politique de non-prêt. Cette politique stipule que tout étudiant admis et bénéficiant d'un programme d'aide basé sur les besoins recevra une bourse qui ne comprendra aucun prêt étudiant. Par la suite, en 2015, Vanderbilt a mis en place Opportunity Vanderbilt, qui engage l'université à admettre les étudiants sans tenir compte des besoins, à répondre à 100 % des besoins financiers démontrés des étudiants admis et à n'inclure que des bourses dans les bourses.
En 2011, l'Oakland Institute a révélé un investissement de l'université dans EMVest Asset Management, une société de capital-investissement « accusée d'accaparement de terres, c'est-à-dire de s'approprier des terres agricoles utilisées par les communautés locales par le biais de pratiques d'exploitation pour les transformer en cultures commerciales d'exportation à grande échelle dans cinq pays d'Afrique subsaharienne ». Cette révélation a entraîné des manifestations d'étudiants en 2012,. En 2013, les administrateurs de Vanderbilt s'étaient désengagés d'EMVest.
En 2012, Vanderbilt a construit Elliston Hall en l'honneur d'Elizabeth Boddie Elliston de la plantation de Burlington.
En 2015, Vanderbilt a ouvert un nouveau centre d'innovation, le Wond'ry, dans le cadre de son plan stratégique académique. Le bâtiment de trois étages et de 13 000 pieds carrés est censé servir de centre interdisciplinaire de connaissances pour la communauté de Vanderbilt, servant de lieu de hackathons, de partenariats avec le Nashville Entrepreneurship Center, et de plusieurs programmes d'entreprises sociales.

## Éducation

### Programmes et matières
Vanderbilt University est bien connu pour ses programmes académiques, particulièrement dans le Sud Américain. En conséquence, elle est parmi les universités les plus sélectives au monde, avec un taux d'admission de moins de 15 %. L'université offre des diplômes dans plus de 70 matières principales, et donne aussi la possibilité aux élèves de créer leur propre concentration académique. Dans le College of Arts and Sciences, la plus grande école, on reçoit une éducation libérale, mais bien qu'il y ait certaines conditions nécessaires, il y a beaucoup de flexibilité à l'égard du choix des cours. En effet, les programmes académiques de Vanderbilt permettent aux étudiants de prendre des cours dans d'autres départements, ce qui signifie qu’un élève à l'école d'éducation par exemple peut prendre les cours offerts par l'école d'ingénierie. Il y a aussi beaucoup d'opportunités pour étudier à l'étranger.
En 2021, Vanderbilt comptait 7 111 étudiants de premier cycle et 6 685 étudiants diplômés et professionnels, soit un total de 13 796 étudiants. Les étudiants des 50 États et de plus de 100 pays fréquentent Vanderbilt, 68% du corps étudiant de premier cycle venant de l'extérieur du Sud et 10% de l'extérieur des États-Unis.
En 2022, la nouvelle promotion était composée de 49 % d'hommes et de 51 % de femmes, dont 12,7 % d'Hispaniques, 11,9 % de Noirs ou d'Afro-Américains, 16,9 % d'Asiatiques, 6 % d'autres ou de deux races ou plus, et 10,4 % d'étrangers. 88 % des étudiants de Vanderbilt obtiennent leur diplôme en quatre ans et 93 % en six ans. 97 % des étudiants de première année reprennent leurs études en deuxième année.

### Facultés
L’université Vanderbilt comprend dix écoles et facultés :
| Faculté                                            | Doyen                |
| -------------------------------------------------- | -------------------- |
| College of Arts and Science                        | Richard McCarty      |
| Blair School of Music                              | Mark Wait            |
| School of Engineering                              | Kenneth F. Galloway  |
| Peabody College of Education and Human Development | Camilla Benbow       |
| Graduate School                                    | Dennis Hall*         |
| Divinity School                                    | James Hudnut-Beumler |
| Law School                                         | Edward L. Rubin      |
| School of Medicine                                 | Steven G. Gabbe      |
| School of Nursing                                  | Pamela R. Jeffries   |
| Owen Graduate School of Management                 | Jim Bradford         |

* Associate Provost for Research and Graduate Education

### Recherches
Selon la National Science Foundation, Vanderbilt a consacré 738 millions de dollars à la recherche et au développement en 2018, ce qui la place au 31e rang national,En 2013, l'Université Vanderbilt était classée au 9e rang national en matière de financement par les National Institutes of Health. Son Institute for Space and Defense Electronics, hébergé au sein du Department of Electrical Engineering and Computer Science, comprend la plus grande installation universitaire au monde consacrée à la recherche sur les effets des radiations.
Parmi ses activités les plus inhabituelles, l'université possède des instituts consacrés à l'étude du café et du bridge, dont la forme moderne a été développée par Harold Stirling Vanderbilt, ancien président du conseil d'administration de l'université et arrière-petit-fils du Commodore. En outre, à la mi-2004, il a été annoncé que les recherches en biologie chimique de Vanderbilt pourraient avoir ouvert de manière fortuite la voie à l'obtention d'une rose bleue, une plante depuis longtemps convoitée par les horticulteurs et les amateurs de roses.
En 2010, le Center for Intelligent Mechatronics de Vanderbilt a commencé à tester un exosquelette motorisé destiné à aider les paraplégiques, les victimes d'accidents vasculaires cérébraux et d'autres personnes paralysées ou semi-paralysées à marcher de manière autonome. L'exosquelette de Vanderbilt a reçu un financement de Parker Hannifin Corporation en 2012 et a depuis été commercialisé à l'échelle internationale.
Vanderbilt est une institution qui découvre le Tennessine, numéro atomique 117 dans le tableau périodique des éléments avec le symbole Ts, en collaboration avec l'Institut commun de recherche nucléaire dans l'oblast de Moscou, en Russie, et le Laboratoire national d'Oak Ridge. Elle a été officiellement nommée d'après l'État du Tennessee par l'Union internationale de physique pure et appliquée en 2016.
Le palmarès de l'université en matière de recherche est toutefois entaché par une étude que des chercheurs universitaires, en collaboration avec le ministère de la Santé du Tennessee, ont menée sur le métabolisme du fer pendant la grossesse dans les années 1940. Entre 1945 et 1949, plus de 800 femmes enceintes ont reçu du fer radioactif. Les normes relatives au consentement éclairé des sujets de recherche n'étaient pas rigoureusement appliquées à l'époque, et de nombreuses femmes n'ont pas été informées des risques potentiels. Les injections ont ensuite été soupçonnées d'avoir provoqué des cancers chez au moins trois des enfants nés de ces mères. En 1998, l'université a réglé un recours collectif avec les mères et les enfants survivants pour un montant de 10,3 millions de dollars.

### Classements
Spécifiquement, le Medical Center est classé comme un des meilleurs hôpitaux dans le pays. De plus, les écoles de musique et d'éducation, respectivement Blaire et Peabody, sont régulièrement classées parmi les dix meilleures écoles dans les disciplines spécifiques.
L'indice de productivité scientifique de la faculté de 2007, une mesure de la production scientifique des professeurs de près de 7 300 programmes de doctorat aux États-Unis, a classé Vanderbilt au huitième rang des grandes universités de recherche, et au premier rang dans les domaines de la littérature comparée, du leadership éducatif, de la pharmacologie, du portugais, de l'espagnol et de l'éducation spécialisée. Poets & Writers a classé le programme de maîtrise en création littéraire du département d'anglais de Vanderbilt au 18e rang des 50 meilleurs programmes d'écriture aux États-Unis en 2010 et au 14e rang en 2011. Le magazine Fortune a classé Vanderbilt parmi les 100 meilleurs lieux de travail aux États-Unis, la seule université figurant sur sa liste.
Human Resources & Labor Review, un indice et une analyse de la compétitivité humaine à l'échelle nationale, a classé l'université parmi les 50 meilleures universités mondiales en 2011.
Le classement ARWU Field de 2015 a placé Vanderbilt au 18e rang mondial pour la médecine clinique et la pharmacie, et au 21e rang pour les sciences sociales.
Dans le classement mondial des universités 2016 de Times Higher Education, Vanderbilt est 87e.
En 2016, l'université a été classée par Travel + Leisure comme ayant l'un des plus beaux campus du pays. La même année, Vanderbilt a été classée troisième université la plus intense du pays par Business Insider.
Pour les années 2016/2017, Vanderbilt est classée 116e meilleure université au monde par le Times Higher Education World University Rankings, et 33e aux États-Unis par l'Academic Ranking of World Universities. Reuters l'a classée dixième université la plus innovante au monde.
Vanderbilt obtient également de bons résultats dans les classements non académiques. Rien qu'en 2017, l'université a été classée première pour les étudiants les plus heureux, deuxième pour la qualité de vie, cinquième pour le plus beau campus et cinquième pour l'université la mieux gérée par The Princeton Review.
Le classement mondial des universités QS 2017/2018 a classé Vanderbilt au 212e rang mondial.
En 2018, le classement Kiplinger's Best College Values a classé Vanderbilt parmi les dix meilleures universités et les cinq meilleures universités privées en termes de valeur. Cette année-là, le magazine Buisness Insider a classé Vanderbilt comme la cinquième université la plus intelligente d'Amérique.
En 2020, le classement Money's Best Colleges in America, Ranked by Value a classé Vanderbilt comme étant la huitième meilleure université de la nation.
Dans son édition de 2022, U.S. News & World Report a classé Vanderbilt au 13e rang des universités nationales. Dans le classement des programmes d'études supérieures de la même publication, le Peabody College of Education a été classé au 5e rang des écoles d'éducation.
Le classement académique des universités mondiales classe Vanderbilt comme la 78e meilleure université au monde.
En 2022, Niche a classé Vanderbilt au 19e rang des universités américaines les plus difficiles à intégrer.

## Campus

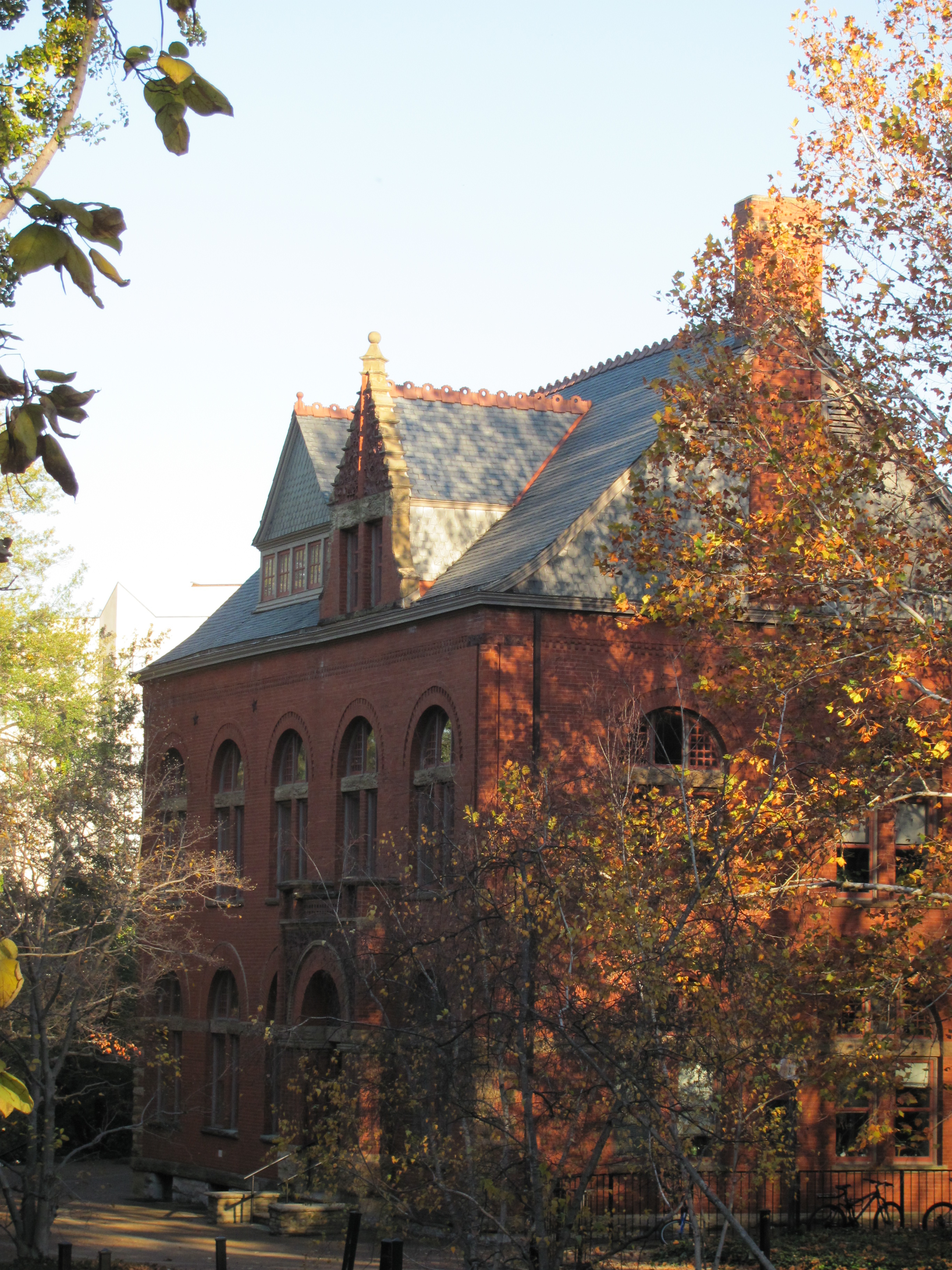
Une vue d'un des écoles supérieures à Vanderbilt

Bien que l'université se trouve dans une ville urbaine, le campus principal de Vanderbilt est unique puisque tous les bâtiments se trouvent au milieu d'un grand arboretum. C'est aussi un campus résidentiel, ainsi la plupart (87 % ou plus) des élèves vivent sur le campus dans les résidences universitaires traditionnelles, mais avec une diversité de choix qui varie entre les maisons multiculturelles où on est obligé de parler en langues étrangère jusqu'aux fraternités. De plus, tous les étudiants de première année sont logés dans des résidences spéciales, le Commons, pour aider la transition et faciliter l'investissement dans la communauté et les études.

### Campus principal
Dans le coin nord-est du campus (la base de l'éventail) se trouve le campus d'origine, qui s'étend de West End Avenue au sud jusqu'au Stevenson Center et à l'ouest de la 21e Avenue jusqu'à l'Alumni Lawn. La majorité des bâtiments des départements d'arts et de sciences humaines du College of Arts and Science, ainsi que les installations de la faculté de droit, de l'Owen Graduate School of Management et de l'école de théologie, sont situés sur le campus d'origine. En outre, la Heard Central Library et le Sarratt Student Center/Rand Hall se trouvent sur le campus d'origine.
Le campus original est flanqué au sud du Stevenson Center for Science and Mathematics - construit sur un bois autrefois connu sous le nom de Sacred Grove - et du complexe de l'École d'ingénieurs (Jacobs Hall-Featheringill Hall). Ce complexe, qui abrite la bibliothèque scientifique, l'école d'ingénierie et tous les départements de sciences et de mathématiques du College of Arts and Science, est situé entre le campus d'origine et le centre médical. Le centre médical de l'université Vanderbilt occupe la partie sud-est du campus. Outre les divers hôpitaux et cliniques associés et les installations des écoles de médecine et de soins infirmiers, le centre médical abrite également de nombreuses installations de recherche de premier plan.
À l'ouest du campus d'origine et du centre médical se trouvent Greek Row et la plupart des résidences universitaires de Vanderbilt. Du nord au sud, Carmichael Towers, Greek Row, Branscomb Quadrangle et Highland Quadrangle accueillent la grande majorité des résidents du campus dans des installations allant des dortoirs à double occupation et salle de bain commune de Branscomb et Towers aux appartements et pavillons de Highland Quadrangle. 20 résidences universitaires et appartements sont répartis sur les deux campus.
La conception du campus et des bâtiments peut être qualifiée d'éclectique, avec des bâtiments de styles et d'époques différents. Le campus original de 75 acres comprenait 11 structures situées le long des lignes de crête avec des vues étendues sur le centre-ville de Nashville. Les portes du campus d'origine sont toujours situées sur la 21e avenue. Actuellement, quatre des 11 structures originales du campus existent encore. L'une d'entre elles est Kirkland Hall, l'un des bâtiments les plus reconnaissables du campus. Construit en 1873, le bâtiment d'origine comportait deux tours victoriennes. Un incendie majeur en 1905 a gravement endommagé le bâtiment, qui a été reconstruit avec une seule tour. Le bâtiment porte le nom du chancelier James Hampton Kirkland, qui fut chancelier de Vanderbilt de 1893 à 1937. Ces dernières années, les planificateurs du campus se sont efforcés de préserver le paysage et des bâtiments comme Kirkland Hall afin de conserver le noyau d'origine et de maintenir un campus compact et praticable.
Le Memorial Gymnasium, le Vanderbilt Stadium, le Hawkins Field, le McGugin Center et tous les autres terrains et installations d'athlétisme se trouvent à l'extrême ouest du campus. Le Student Recreation Center et ses terrains intra-muros sont situés au sud des installations universitaires.

### Campus Peabody
Le campus du Peabody College of Education and Human Development se trouve juste en face de la 21e avenue. La conception du campus Peabody s'inspire des lignes classiques du projet de Thomas Jefferson pour l'université de Virginie et de l'architecture de l'Exposition universelle de 1893 à Chicago, dans l'Illinois. Le programme National Historic Landmarks a désigné la pelouse centrale et les bâtiments environnants comme quartier historique en 1965. Le campus Peabody abrite les résidences pour étudiants de première année Martha Rivers Ingram Commons.

## Organisation et administration
L'université Vanderbilt, en tant qu'entreprise privée, est entièrement gouvernée par un conseil d'administration indépendant et autonome. Le conseil est composé de 45 membres réguliers (plus un nombre quelconque d'administrateurs émérites) et du chancelier, le directeur général de l'université. Chaque administrateur a un mandat de cinq ans (à l'exception de quatre anciens étudiants récemment diplômés, qui ont un mandat de deux ans). Bruce R. Evans est le président du conseil.
Daniel Diermeier est chancelier de l'université Vanderbilt depuis le 1er juillet 2020.

### Historique
Depuis l'ouverture de l'université en 1875, seules huit personnes ont occupé le poste de chancelier. Landon Garland a été le premier chancelier de l'université, de 1875 à 1893. Garland a organisé l'université et a embauché ses premiers professeurs. Garland Hall, un bâtiment universitaire sur le campus, est nommé en son honneur
Le chancelier suivant fut James Kirkland, qui exerça ses fonctions de 1893 à 1937, soit le mandat le plus long de tous les chanceliers de Vanderbilt. Il fut responsable de la rupture des liens de l'université avec l'Église méthodiste et du transfert de l'école de médecine sur le campus principal. Le bâtiment principal de Vanderbilt fut rebaptisé Kirkland Hall après le départ de Kirkland en 1937.
Le chancelier ayant eu le plus long mandat fut suivi par l'un des plus courts. Oliver Carmichael ne servit Vanderbilt que pendant neuf ans, de 1937 à 1946. Carmichael développa l'école supérieure et créa les bibliothèques universitaires communes à Vanderbilt, Peabody et Scarritt College. Les tours Carmichael, un ensemble de dortoirs de grande hauteur situés à l'extrémité nord du campus, furent nommées en l'honneur du chancelier Carmichael.
Le successeur de Carmichael fut Harvie Branscomb, qui présida à une période de croissance et d'amélioration majeures de l'université, de 1946 à 1963. Il fut responsable de l'ouverture de la politique d'admission à toutes les races. Branscomb Quadrangle est un complexe de résidences nommé en l'honneur du chancelier.
Alexander Heard, qui a donné son nom au système de 10 bibliothèques du campus (avec 3,3 millions de volumes au total), a été chancelier de 1963 à 1982. Pendant son mandat de 20 ans, l'Owen Graduate School of Management a été fondée et la fusion de Vanderbilt avec le Peabody College a été négociée. Il a également survécu à des appels à son éviction en raison de sa position accommodante sur la déségrégation.
Joe B. Wyatt est le chancelier qui a servi immédiatement après Heard, de 1982 à 2000. Wyatt a supervisé une forte augmentation de la dotation de l'université, une augmentation de la diversité des étudiants et la rénovation de nombreux bâtiments du campus. Wyatt met l'accent sur l'amélioration de la qualité du corps professoral et de l'enseignement, et pendant son mandat, Vanderbilt se hisse pour la première fois dans le top 25 du classement annuel de l'U.S. News & World Report. Le Wyatt Center sur le campus de Peabody porte le nom de Wyatt et de son épouse.
Gee est nommé chancelier par le Board of Trust en février 2000. Après des allégations de dépenses somptuaires en 2005, le Board of Trust met en place un comité chargé de surveiller de plus près ses dépenses personnelles.
Après le départ de Gordon Gee en 2007, Zeppos est nommé chancelier par intérim. Il est nommé chancelier de plein droit le 1er mars 2008 par le Board of Trust de l'université. En avril 2019, Zeppos annonce son intention de démissionner de son poste de chancelier le 1er août 2019. Susan R. Wente, chancelière par intérim, lui succède. Le 4 décembre 2019, il a été annoncé que Daniel Diermeier serait le prochain chancelier.

### Centre médical
Jusqu'en avril 2016, le Vanderbilt University Medical Center (VUMC) était une composante de l'université, mais il est désormais une organisation indépendante. Le centre médical continue de coopérer avec l'université et de nombreux membres du personnel clinique font partie du corps enseignant de l'école de médecine et de l'école d'infirmières de l'université Vanderbilt. En avril 2016, le VUMC comprenait les unités suivantes : Vanderbilt University Hospital, Monroe Carell Jr, Children's Hospital at Vanderbilt, Vanderbilt-Ingram Cancer Center, Vanderbilt Psychiatric Hospital, Vanderbilt Clinic, Vanderbilt Bill Wilkerson Center, Vanderbilt Stallworth Rehabilitation Hospital, Eskind Biomedical Library, Vanderbilt Sports Medicine, Dayani Human Performance Center, Vanderbilt Page Campbell and Heart Institute.
Avant sa séparation avec le VUMC, Vanderbilt était le plus grand employeur privé du Middle Tennessee et le deuxième de l'État avec plus de 23 000 employés,. Environ 74 % du corps enseignant et du personnel de l'université étaient employés par le centre médical. En 2008, le centre médical a été placé sur le tableau d'honneur du classement annuel des meilleurs hôpitaux du pays établi par U.S. News & World Report, se classant 15e au niveau national.

### Écoles et collèges de premier cycle
Le College of Arts and Science délivre le Bachelor of Arts aux étudiants de premier cycle et, en collaboration avec la Graduate School, le Master of Arts, le Master of Science et le Doctor of Philosophy aux étudiants de deuxième cycle. Le College occupe près de 1,1 million de mètres carrés dans 23 bâtiments sur le campus de Nashville.
L'école est la plus ancienne et la plus grande des écoles de Vanderbilt. L'école a accueilli deux mouvements littéraires notables, les Fugitifs et les Southern Agrarians ; John Crowe Ransom était membre du département d'anglais. Robert Penn Warren est un ancien élève de l'école, et l'école accueille toujours le Robert Penn Warren Center for the Humanities.
L'établissement dispense un enseignement basé sur les arts libéraux qui nécessite de suivre 14 cours. Les exigences générales du programme d'études sont décrites dans le cadre AXLE (Achieving Excellence in Liberal Education). Elles comprennent des cours de sciences humaines et d'arts créatifs, de cultures internationales (ainsi que la maîtrise d'une langue étrangère), d'histoire et de culture des États-Unis, de mathématiques et de sciences naturelles, de sciences sociales et comportementales, de perspectives et trois cours d'écriture.
L'université fournit des ressources académiques et des fonds à plusieurs centres de recherche, dont le Centre d'études latino-américaines, le Centre d'études des institutions démocratiques (CSDI), le Centre Robert Penn Warren pour les sciences humaines et le Centre Max Kade pour les études européennes et allemandes,.
Les filières les plus populaires sont l'économie, la médecine, la santé et la société, les sciences politiques, les neurosciences et la psychologie. Le collège fournit également des conseils pour les filières préprofessionnelles, telles que la médecine, le droit et les soins infirmiers,.

## Vie étudiante

### Système de collèges résidentiels
Au début des années 2000, Vanderbilt a pris la décision de convertir ses résidences universitaires en un système de collèges résidentiels,. L'objectif est de former « un réseau cohérent et croissant de résidences qui stimulent la créativité, créent une communauté, soutiennent la réussite des étudiants et étendent les opportunités éducatives au-delà de la salle de classe ». La première phase de cette conversion a été l'ouverture en 2008 du Martha Rivers Ingram Commons, qui a rassemblé tous les étudiants de première année dans 10 maisons adjacentes, chaque maison étant guidée par un chef de maison de la faculté, qui vit parmi les étudiants dans un appartement de la faculté. Il est prévu qu'au cours de leur deuxième année, les étudiants entrent dans un Residential College qui sera leur maison pour le reste de leurs années de licence. Cette option résidentielle développe l'expérience vécue par les étudiants au cours de leur première année à The Commons. Les deux premiers collèges de classe supérieure sont Warren College et Moore College, qui ont ouvert leurs portes en 2014 et ont été construits sur le site de dortoirs préexistants connus sous le nom de Kissam Quadrangle. E. Bronson Ingram College, sur le site des anciens Vanderbilt et Barnard Halls, a ouvert ses portes en 2018. D'autres collèges sont en cours de construction sur le site des tours Carmichael, de sorte que tous les étudiants des classes supérieures résideront dans des collèges,. Les nouvelles résidences collégiales sont destinées à compléter les communautés antérieures, le Projet McGill, les pavillons Mayfield et la Maison internationale McTyeire.
Deux des nouvelles résidences ont reçu la certification LEED argent et le nouveau Commons Dining Center a reçu la certification or, faisant de Vanderbilt la seule université de l'État à être reconnue par le U.S. Green Building Council,. L'université s'attend à ce que les cinq nouvelles résidences et une résidence rénovée reçoivent à terme la certification LEED. Le coût total du projet de construction de The Commons devrait s'élever à plus de 150 millions de dollars.
En règle générale, les étudiants de premier cycle doivent vivre dans des dortoirs sur le campus, les étudiants de première année vivant tous dans les dix résidences du Martha Rivers Ingram Commons et tous les étudiants de deuxième année vivant sur le campus principal. Des exceptions sont faites pour les étudiants vivant avec des parents dans le comté de Davidson, les étudiants bénéficiant d'une exemption pour raisons de santé, les étudiants mariés et certains étudiants ayant le statut de senior.

### Organisations
L'université compte plus de 430 organisations étudiantes, allant des grandes sociétés académiques et des associations d'honneur aux clubs sportifs de loisirs, dont le plus ancien est le Vanderbilt Sailing Club.
Une publication, The Vanderbilt Hustler, a été créée en 1888 et est le plus ancien journal publié sans interruption à Nashville. Dans l'affaire Langford v. Vanderbilt University en 1956, un étudiant a poursuivi l'université pour diffamation ; le tribunal du Tennessee a rejeté le procès, concluant que l'université n'était pas propriétaire du journal. D'autres publications étudiantes sont publiées par le College of Arts & Science, comme la Vanderbilt Political Review et la Vanderbilt Historical Review, ainsi que par la Vanderbilt University Law School, qui publie trois revues juridiques, dont la plus importante est la Vanderbilt Law Review. La station de radio du campus, WRVU, représente le corps étudiant en diffusant une gamme de musique allant du bluegrass à la chorale, en mettant l'accent sur la musique non conventionnelle.
Vanderbilt dispose également d'une importante communauté artistique couvrant tous les genres d'arts, avec plusieurs organisations représentant chaque catégorie. Il existe des groupes de danse contemporaine, de claquettes, de hip hop, de danse latine et de Bhangra, ainsi que de nombreux groupes de théâtre, d'improvisation, de spoken word, de musique et de chant, dont le groupe a cappella masculin The Melodores, champion de Sing-Off en 2014. Les organisations d'arts du spectacle comptent plus de 1 000 étudiants et sont représentées par la Vanderbilt Performing Arts Community, qui soutient les groupes en parrainant des spectacles et des récompenses.

### «La vie grecque»
Le système grec de Vanderbilt comprend 15 fraternités et 12 sororités, dont 7 chapitres sont membres du Conseil national pan-hellénique. Au cours de l'année universitaire 2021-22, 20 % des hommes étaient membres de fraternités et 26 % des femmes étaient membres de sororités, soit 23 % du total des étudiants de premier cycle étaient activement impliqués dans le système grec.

### Controverses estudiantines
En 1980, plusieurs étudiants de Vanderbilt, dont l'un était afro-américain, ont décidé d'organiser le Nat Turner Day pour protester contre la célébration par le Kappa Alpha Order du Old South Day, au cours duquel les frères KA s'habillaient en personnel de l'armée des États confédérés. Les administrateurs de l'université se sont rangés du côté de KA, ont interdit le Nat Turner Day et ont laissé KA défiler avec leurs costumes confédérés. L'étudiant afro-américain a été insulté « homophobe » et battu par le chapitre de KA.
Le 4 novembre 2010, deux anciens membres anonymes du chapitre de Vanderbilt, un ancien élève et un étudiant de dernière année, ont affirmé avoir été expulsés de Beta Upsilon Chi, une fraternité chrétienne, parce qu'ils étaient homosexuels,,.
À la suite d'une décision de la Cour suprême des États-Unis en 2011, quatre organisations étudiantes chrétiennes ont été placées en probation pour non-respect de la politique de non-discrimination de l'université, qui exige que les groupes d'étudiants acceptent tous les étudiants et leur interdit d'exiger que leurs dirigeants partagent les « croyances, objectifs et valeurs incarnés par le groupe ». La controverse a continué à entourer cette question tout au long de 2011 et 2012, aboutissant à une proposition de loi de l'État exemptant les organisations étudiantes de la politique de non-discrimination. Bien que le projet de loi ait été adopté par les deux chambres de la législature du Tennessee, le gouverneur Bill Haslam y a opposé son veto.
En mars 2015, trois croix gammées, symbole de l'antisémitisme nazi, ont été retrouvées peintes à la bombe dans l'ascenseur et le sous-sol de la maison d'Alpha Epsilon Pi, l'une des fraternités historiquement juives du campus. Le chapitre Hillel du campus a parlé d'une « attaque malveillante visant à rappeler les horreurs de l'Holocauste, à nous forcer à nous sentir différents, en danger et isolés ». La nouvelle, qualifiée de « crime de haine » par les responsables de l'université, a fait la une des journaux nationaux et internationaux, y compris en Israël,,.
Selon une enquête réalisée en 2015, 20 % des étudiants de premier cycle ont été victimes d'agressions sexuelles en 2014-2015. Entre-temps, en 2015, The Tennessean rapporte que l'université fait l'objet d'un examen par les autorités fédérales chargées de l'éducation, sous l'impulsion de six étudiantes actuelles et anciennes qui ont déposé une plainte sur la manière dont Vanderbilt a traité les cas d'inconduite sexuelle.
En avril 2016 et juin 2016, deux anciens joueurs de football de Vanderbilt ont été reconnus coupables d'accusations liées au viol filmé d'une femme inconsciente dans une chambre de dortoir. Cory Batey a été reconnu coupable de viol aggravé, d'agression sexuelle aggravée, de facilitation de viol aggravé et de tentative de viol aggravé, tandis que Brandon Vandenburg a été reconnu coupable de viol aggravé, d'agression sexuelle aggravée et de photographie illégale,. Les deux joueurs font partie des quatre anciens joueurs de football accusés de crimes liés à l'affaire.
En février 2021, l'université publie une déclaration concernant les deux décès liés à la construction sur les chantiers de l'Owen Graduate School of Management et du Rothschild College, l'université déclare que les décès sont de « causes naturelles et non liées au chantier ». L'université n'avait pas reconnu le décès survenu sur le site d'Owen avant cela. En outre, l'université a publié une déclaration concernant un autre décès survenu sur le campus en février 2023. Les étudiants ont depuis organisé le « Dores Worker Solidarity Network », qui vise à améliorer les pratiques de construction à Nashville au milieu des décès de travailleurs et des conflits salariaux sur le campus.

## Sports
Vanderbilt est un membre fondateur de la Southeastern Conference et, depuis un demi-siècle, la seule école privée de la conférence. L'université aligne six équipes intercollégiales masculines et dix féminines et a remporté cinq championnats NCAA,. Avec environ 7 000 étudiants de premier cycle, l'école est également la plus petite de la conférence ; la deuxième plus petite école de la SEC, Mississippi State University, compte près de deux fois plus d'étudiants de premier cycle. En outre, l'école est membre d'une conférence extérieure pour deux sports féminins que la SEC ne sponsorise pas. L'équipe féminine de crosse joue dans l'American Athletic Conference. Au bowling, un sport que la NCAA ne sanctionne que pour les femmes, Vanderbilt est membre de la Southland Bowling League. Inversement, Vanderbilt est la seule école de la SEC à ne pas aligner d'équipes de softball et de volleyball, bien que l'université envisage de réintroduire ce dernier au cours de l'année académique 2025-26.
Le tennis et le baseball masculins et féminins sont traditionnellement les sports les plus forts de Vanderbilt. Les deux équipes de basket-ball jouent dans l'excentrique Memorial Gym, construit en 1952. L'avantage du terrain dont jouit Vanderbilt a été surnommé « Memorial Magic ».
Dans le domaine sportif, les Commodores de Vanderbilt défendent les couleurs de l'université Vanderbilt. Ils jouent au plus haut niveau des sports universitaires, et leurs équipes de tennis, baseball, et basket sont très compétitives.

### Athlétisme
L'université est unique dans la division I de la NCAA en ce sens que pendant plusieurs années, le département des sports n'a pas été administré séparément des autres aspects de la vie du campus ; le vice-chancelier David Williams, qui était responsable des sports intercollégiaux, était également conseiller universitaire et responsable d'autres aspects de la vie du campus tels que les sports intra-muros. Malgré les craintes que Vanderbilt perde des entraîneurs et des recrues ou qu'elle soit forcée de quitter la SEC, l'université a connu un succès considérable après le changement ; l'année 2006-2007 a été l'une des meilleures dans l'histoire des sports de l'école. À un moment donné, sept des 16 équipes de Vanderbilt ont été classées simultanément dans le Top 25 de leur sport respectif. Le bowling féminin a remporté le championnat de la NCAA, apportant à l'université son premier championnat par équipe depuis l'avènement de la NCAA. L'équipe de baseball s'est qualifiée pour les Super Régionales de la NCAA en 2004, a eu la meilleure classe de recrutement du pays en 2005 selon Baseball America, s'est de nouveau qualifiée pour la NCAA en 2006 et a remporté les championnats de la saison régulière et du tournoi de la SEC en 2007. Vanderbilt a été classé premier dans la plupart des sondages pendant une grande partie de la saison 2007, et l'équipe a obtenu la première graine dans le tournoi NCAA 2007. Plus récemment, l'équipe a atteint le sommet du baseball collégial en remportant la College World Series en 2014 et en 2019. Le triomphe de l'équipe en 2014 a été le premier championnat national de l'école dans un sport masculin.

### Mascotte
Les équipes sportives interuniversitaires de Vanderbilt sont surnommées les Commodores, en l'honneur du surnom donné à Cornelius Vanderbilt, qui a fait fortune dans le transport maritime. Le terme commodore a été utilisé par la marine au milieu et à la fin du XIXe siècle. Un commodore était le commandant d'une force opérationnelle de navires et avait donc un rang supérieur à celui d'un capitaine, mais inférieur à celui d'un amiral. La marine royale britannique et d'autres pays du Commonwealth utilisent encore ce grade, mais le grade équivalent dans la marine américaine est celui de contre-amiral (rear admiral lower half). Étant donné que le terme était surtout utilisé au XIXe siècle, la mascotte de Vanderbilt, « Mr. C », est généralement représentée comme un officier de marine de la fin du XIXe siècle, avec ses côtelettes de mouton, son coutelas et son uniforme.
En plus de Mr. C, les supporters de Vanderbilt utilisent souvent le cri « Anchor down ! » accompagné du signe de la main « VU », créé en étendant le pouce avec l'index et le majeur (essentiellement identique au salut serbe à trois doigts).

## Personnalités liées à l'université
Parmi les diplômés de Vanderbilt on compte 25 gagnants de la bourse Rhodes, plusieurs gagnants des prix Pulitzer et Oscars, et 7 lauréats du prix Nobel.

### Professeurs
- Houston A. Baker Jr., théoricien du Black Arts Movement
- Virginia Abernethy, professeur émérite de psychiatrie et d'anthropologie
- Gary Allan Polis, zoologiste et professeur de biologie

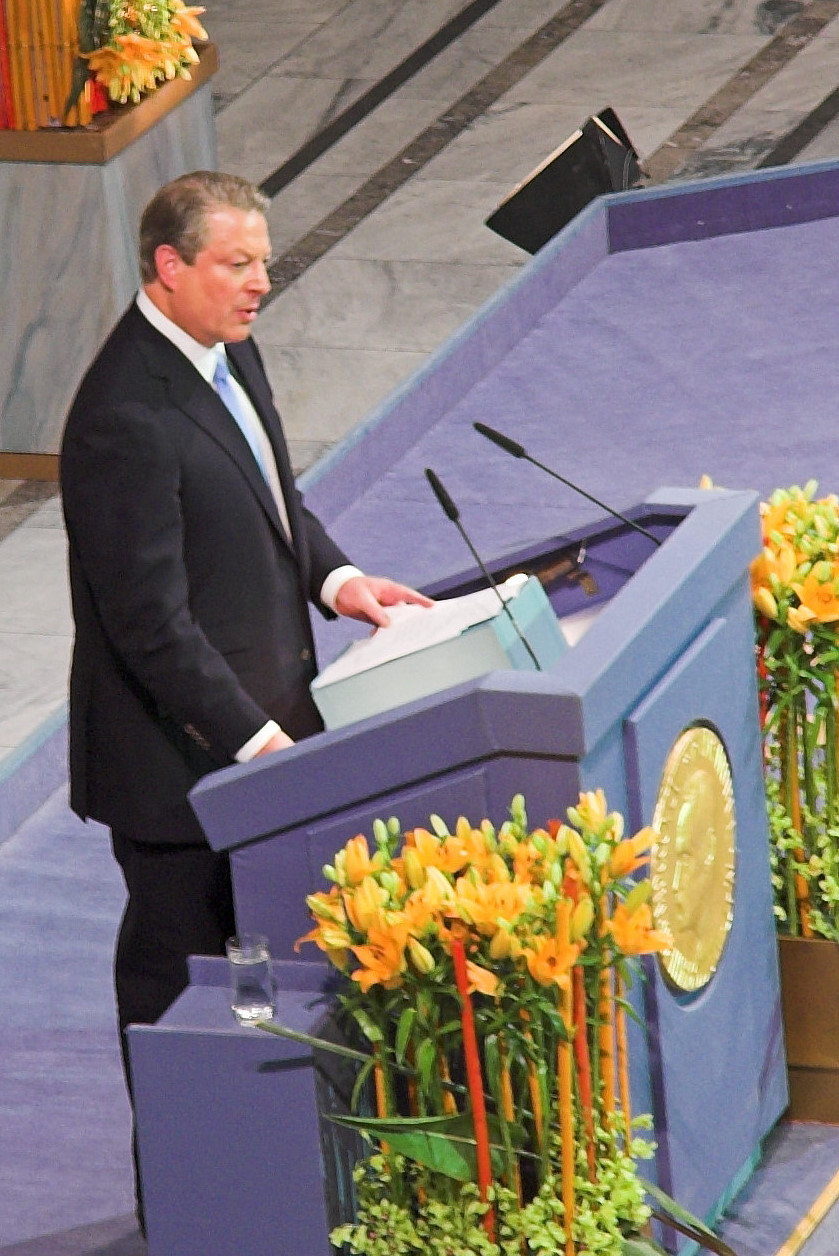
L'ancien vice-président des États-Unis, Al Gore, recevant à Oslo le prix Nobel de la paix en 2007.

### Étudiants
- Al Gore, vice-président des États-Unis
- Allen Tate, poète, critique littéraire et professeur d'université.
- Amy Grant, chanteuse américaine
- Brooklyn Sudano, actrice américaine
- Bruce Henderson, fondateur du cabinet de consultants Boston Consulting Group
- Clyde Lee, ancien joueur américain de basket-ball
- Festus Ezeli, joueur nigérian de basket-ball
- Jack Thompson, avocat américain
- Jay Cutler, joueur américain de football américain
- Jeffery Taylor, joueur américano-suédois de basket-ball
- John Jenkins, joueur américain de basket-ball
- Lee Cruce, deuxième gouverneur de l'Oklahoma
- Lisa Wainwright (1960-), historienne de l'art américaine
- Muhammad Yunus, économiste bangladais
- William David Sissom, arachnologiste américain
- Yvonne Y. Clark (1929-2019), ingénieure.